# Metatrichoniscoides leydigi
Metatrichoniscoides leydigi là một loài chân đều trong họ Trichoniscidae. Loài này được Weber miêu tả khoa học năm 1880.